# Parque nacional de Tai Romyen
El Parque nacional de Tai Romyen (en tailandés, ใต้ร่มเย็น) es un área protegida en la provincia de Surat Thani, en el sur de Tailandia. Tiene una superficie de 425 kilómetros cuadrados. Fue declarado en 1991. 
En esta zona montañosa hubo combates entre el gobierno de Tailandia y el Partido Comunista de Tailandia, enfrentamientos que terminaron en 1982.